# Maurice Vincent Wilkes
Pour les articles homonymes, voir Wilkes.
Sir Maurice Vincent Wilkes, né à Dudley (Worcestershire) le 26 juin 1913 et mort à Cambridge, le 29 novembre 2010 à l'âge de 97 ans, est un professeur, chercheur, pionnier britannique de l'informatique.

## Biographie
Wilkes naît à Dudley, dans le Worcestershire. Il étudie au St John's College de Cambridge de 1931 à 1934 et complète son doctorat en 1936 dans le domaine de la propagation d'ondes radios à basses fréquences dans l'ionosphère. Il est embauché par l'université de Cambridge où il travaille à l'établissement d'un laboratoire de calcul. Durant la Seconde Guerre mondiale, Wilkes travaille sur les radars au Telecommunications Research Establishment, et fait aussi de la recherche opérationnelle.
En 1945, il devient le second directeur du laboratoire de mathématiques de Cambridge, qui est plus tard renommé Computer Laboratory. Le laboratoire possède à cette époque plusieurs types de calculateurs, en particulier plusieurs analyseurs différentiels. Wilkes obtient une copie du premier rapport John von Neumann First Draft of a Report on the EDVAC, une prépublication de l'EDVAC, successeur de l'ENIAC, en cours de construction par John Eckert et John William Mauchly à la Moore School of Electrical Engineering. Il le lit durant toute une nuit, devant le retourner rapidement. Cette lecture lui fait immédiatement décider d'aborder de cette manière la construction d'ordinateurs.
En août 1946, il traverse par bateau aux États-Unis, pour assister aux Moore School Lectures, appellation populaire d'une série de conférences, les Theory and Techniques for Design of Electronic Digital Computers données du 8 juillet 1945 au 30 août 1946. Les aléas du voyage ne lui permettent d'assister qu'aux deux dernières semaines. Durant son séjour aux États-Unis, il visite les sites américains les plus en vue dans le domaine du calcul électronique et devient familier avec l'ENIAC.
Son laboratoire possédant ses propres fonds, il peut dès son retour travailler à la construction d'une machine, l'EDSAC (Electronic Delay Storage Automatic Computer). Il décide que son but n'est pas de fabriquer un meilleur ordinateur mais simplement d'en faire un qui soit utilisable par l'université de Cambridge. Son approche étant essentiellement pratique, il utilise pour chaque partie de l'EDSAC des technologies déjà éprouvées. Le résultat est moins gros et moins puissant que les projets en cours dans le monde mais, en contrepartie, il est le premier ordinateur à architecture de von Neumann complet et fonctionnel. Le premier programme exécuté sur l'EDSAC le 6 mai 1949 calcule les carrés des nombres de 0 à 99.

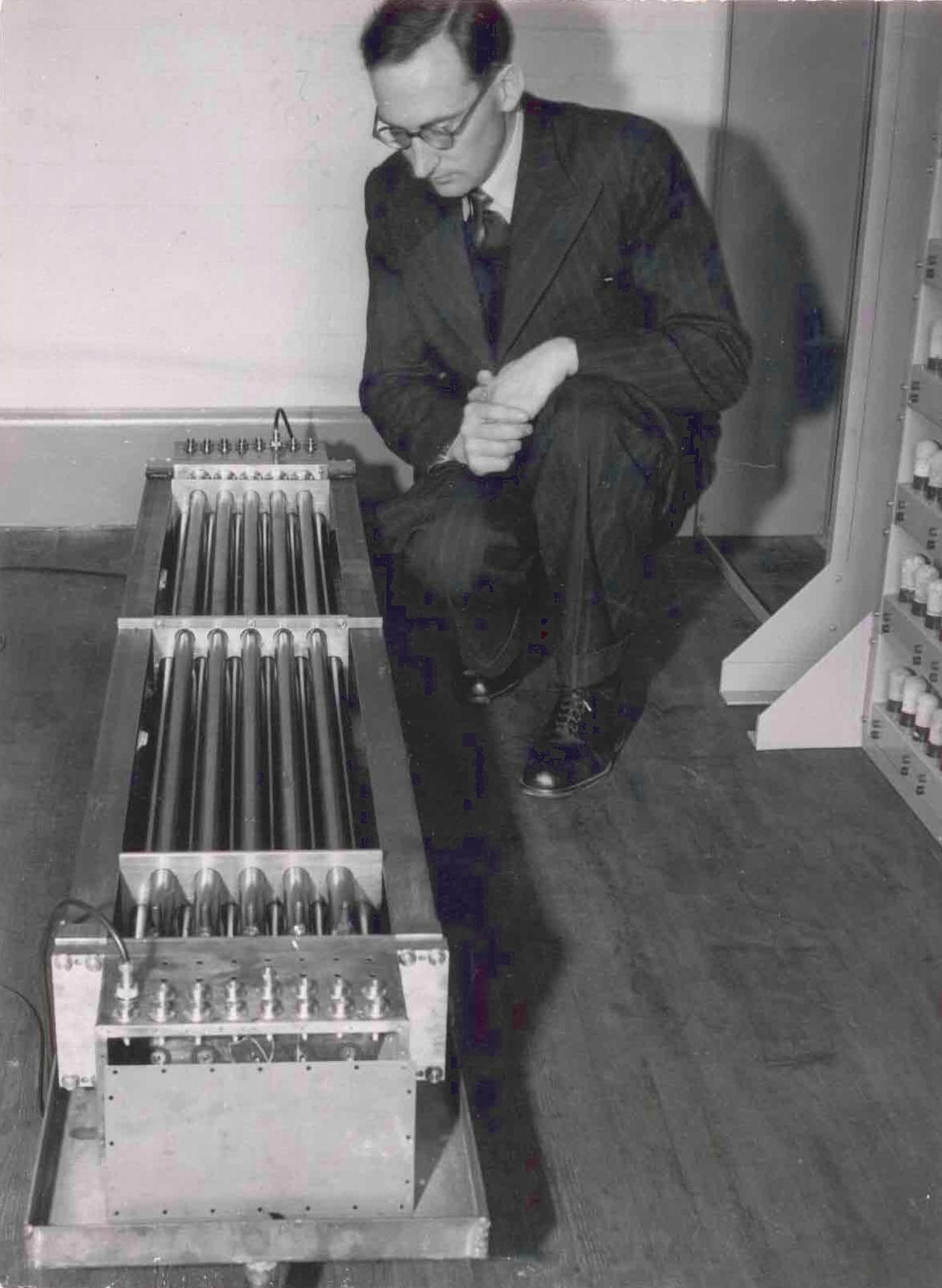
Maurice Wilkes inspectant l'EDSAC en construction

En 1951, Wilkes se rend compte que l'unité centrale d'un ordinateur peut être contrôlée par un programme informatique spécialisé logé dans une ROM, et il développe le concept de microprogrammation. Ce concept simplifie le développement de processeur. La microprogrammation est décrite pour la première fois à la Manchester University Computer Inaugural Conference en 1951. Elle est utilisée dans EDSAC 2.
L'ordinateur suivant, dans son laboratoire, est le Titan (Atlas 2), construit conjointement avec la firme Ferranti. L'Atlas 2 est le premier ordinateur, au Royaume-Uni, supportant un système d'exploitation à temps partagé. Deux exemplaires sont construits, le dernier est en usage jusqu'en 1976. Ils servent principalement à calculer l'inverse de la transformée de Fourier et à la conception assistée par ordinateur, dans le domaine de la mécanique. Le système d'exploitation du Titan fournit des Access Control List basés sur l'identité du programme aussi bien que sur celle de son utilisateur. Il introduit aussi un système de chiffrement de mot de passe, utilisé plus tard par les premiers Unix, ainsi qu'un logiciel de gestion de versions.
Wilkes est aussi crédité de l'idée des labels symboliques, des macros et, en collaboration avec David Wheeler et Stanley Gill, d'un système de programmation basé sur des routines.
En 1956, Wilkes est élu membre de la Royal Society. Wilkes fonde la British Computer Society, dont il est le président de 1957 à 1960.
Il reçoit le prix Turing en 1967, avec la citation :
« Le professeur Wilkes est connu comme l'architecte et le constructeur de l'EDSAC, le premier ordinateur à architecture de von Neumann. [...]. Il est aussi connu comme l'auteur avec Wheeler et Gill d'un volume de Preparation of Programs for Electronic Digital Computers en 1951 où les librairies de programmes sont introduites. »
En 1974, Wilkes voit un réseau, en fonctionnement en Suisse, qui utilise une topologie en anneau pour allouer du temps téléphonique. Il se rend compte que l'idée est applicable aux ordinateurs et fabrique d'abord un prototype appliquant ce concept pour partager des périphériques, puis pour partager du temps de calcul.
En 1980, Wilkes se retire de l'enseignement et de son poste de directeur du laboratoire de calcul de Cambridge, et entre au service de la société Digital Equipment Corporation (DEC) à Maynard. En 1986, il retourne en Angleterre, où il travaille pour Olivetti. 
En 1997, il reçoit la médaille John von Neumann.
En 2000 il est fait chevalier.
En 2003, il est nommé professeur émérite du laboratoire de calcul de l'université de Cambridge.
Avec un humour tout britannique, Wilkes aurait été l'un des premiers à affirmer : « Je me souviens du moment exact où j'ai réalisé qu'à partir de maintenant j'allais passer une grande partie de ma vie à chercher des erreurs dans mes programmes. »

## Publications
- A Short Introduction to Numerical Analysis, Cambridge University Press, 1966, reprinted 1971.  (ISBN 0-521-09412-7) paperack;  (ISBN 0-521-06806-1) clothbound.
- Time-sharing Computer Systems, Elsevier, 1975  (ISBN 0-444-19525-4)
- Memoirs of a Computer Pioneer, The MIT Press, 1985  (ISBN 0-262-23122-0)